# Influencia de la CIA en la opinión pública
En varias ocasiones, por iniciativa propia o de acuerdo con las directivas del presidente de los Estados Unidos o del personal del Consejo de Seguridad Nacional, la Agencia Central de Inteligencia (CIA) ha intentado influir en la opinión pública, tanto en los Estados Unidos como en el extranjero.

## Subsidios de grupos no gubernamentales
En 1947, Jósef Stalin creó el Kominform (Oficina de Información Comunista) dominado por los soviéticos. La conferencia, en la que fue creada, fue una respuesta de los países de Europa del Este a las invitaciones para asistir a la Conferencia de París de julio de 1947 sobre el Plan Marshall. El propósito declarado de Kominform era coordinar el trabajo de los partidos comunistas, bajo la dirección soviética, por lo que el líder soviético Stalin convocó la conferencia en respuesta a las divergencias entre los gobiernos de Europa del Este sobre si asistir o no a la Conferencia de París sobre el Plan Marshall en julio de 1947.
La sede inicial del Kominform estaba ubicada en Belgrado (entonces la capital de la República Federativa Socialista de Yugoslavia). Después de la expulsión de Yugoslavia del grupo en junio de 1948, la sede se trasladó a Bucarest, República Socialista de Rumania. La expulsión de Yugoslavia del Kominform debido a su titoísmo inició el período Informbiro en la historia de esa nación.
El propósito previsto del Kominform era coordinar acciones entre los partidos comunistas y decenas de grupos profesionales, artísticos e intelectuales controlados por los comunistas bajo la dirección soviética. El Kremlin había creado el Kominform en los primeros años de la Guerra Fría para coordinar las actividades de los países comunistas y actuó como una herramienta de la política exterior soviética y el estalinismo.
En respuesta, los operadores psicológicos de la CIA decidieron que los grupos controlados por el Kominform podían ser mejor contrarrestados por grupos occidentales, incluidos no solo los grupos de derecha intensamente anticomunistas, sino también grupos de todo el espectro ideológico. Muchos de ellos desconocían el subsidio de la CIA, o tal conocimiento estaba restringido a unos pocos líderes, por lo que no se esperaba que estos grupos siguieran las órdenes. Wilford citó, como ejemplos, las pequeñas revistas Partisan Review y The New Leader, que recibieron fondos de la CIA de una forma u otra, no le debían nada a la agencia, ni en su fundación ni en sus operaciones, y no eran organizaciones «fachada». Otros grupos formados por la CIA, sin embargo, eran verdaderas fachadas, aunque algunas de las personas patrocinadas desconocían la fuente de los fondos.
Philip Agee sugirió que la financiación de la CIA a la National Student Association (Asociación Nacional de Estudiantes), que se había formado en 1947, puede haber comenzado en 1950. Tom Braden, jefe de la División de Organizaciones Internacionales de la CIA, no revela en qué año comenzó esta financiación; pero se sabe que comenzó en la década de 1950 y continuó hasta 1967. Braden dijo que la División se estableció en 1950, cuando el Director de la Inteligencia Central, Allen Dulles, anuló a Frank Wisner, quien encabezaba la Office of Policy Coordination (OPC, Oficina de Coordinación de Políticas) casi autónoma. Hasta 1952, la OPC era la rama de acción encubierta del gobierno de los Estados Unidos, formaba parte de la CIA pero también con acceso directo y apelación al Secretario de Defensa y el Secretario de Estado.
1950 también marcó el comienzo de la Crusade for Freedom (Cruzada por la Libertad) de diez años, una operación para generar apoyo estadounidense para Radio Free Europe que fue respaldada de manera encubierta por la CIA.
Otra organización creada el 26 de junio de 1950, como brazo cultural de la División de Organizaciones Internacionales, fue el Congreso por la Libertad de la Cultura.
En 1967, se hicieron públicas varias subvenciones clandestinas a asociaciones y revistas. Dada la prohibición de la CIA de realizar actividades nacionales, el apoyo a grupos estadounidenses con presencia mundial, como la National Student Association, resultó especialmente problemático. La exposición, por parte de la revista Ramparts, de los subsidios de la CIA a la Asociación Nacional, según Time, llevó al término "huérfanos", refiriéndose a casi 100 agencias privadas que habían estado recibiendo dinero de la CIA y se vieron afectadas por una orden presidencial de que el apoyo debía finalizar para fines de 1967. Time resumió sucintamente el tema con «la pregunta es si, en una sociedad libre, es correcto, sensato (o necesario) que organizaciones supuestamente independientes reciban subsidios secretos».
Cualesquiera que sean los méritos o deméritos de los métodos de la CIA, la mayoría de estos grupos sirvieron bien a los Estados Unidos en su lucha por la fe y la comprensión de los trabajadores y pensadores del mundo, estudiantes y maestros, refugiados del ayer y líderes del mañana. Esto llevó al nombramiento de una comisión presidencial, encabezada por el subsecretario de Estado Nicholas Katzenbach, para averiguar cómo se debería llenar el vacío dejado por la CIA. … un exeditor de un periódico de California políticamente ambicioso que sirvió en la CIA entre 1950 y 1954, agregó más detalles. En un artículo del Saturday Evening Post, Braden defendió indignado a la CIA contra las acusaciones de que había sido «inmoral» al registrar algunas de las cosas extremadamente útiles que logró a principios de la Guerra Fría.
Para 1953, según Braden, el programa de subsidios de Estados Unidos estaba funcionando en serio.
En 1953 estábamos operando o influyendo en organizaciones internacionales en todos los campos donde los frentes comunistas se habían apoderado previamente de terreno y en algunos donde ni siquiera habían comenzado a operar. El dinero que gastamos fue muy poco para los estándares soviéticos. Pero eso se reflejó en la primera regla de nuestro plan operativo: «Limite el dinero a cantidades que las organizaciones privadas puedan gastar de manera creíble». Las otras reglas eran igualmente obvias: «Utilice organizaciones legítimas y existentes; disimule el alcance del interés estadounidense: proteja la integridad de la organización al no exigirle que apoye todos los aspectos de la política oficial estadounidense».
Una organización tapadera organizada en 1959 fue el Independent Service for Information (ISI, Servicio Independiente de Información), establecido en Harvard específicamente con el propósito de que algunos jóvenes estadounidenses anticomunistas asistieran a un gran festival juvenil organizado por los comunistas en Viena. Entre los patrocinados se encontraba Gloria Steinem, que acababa de pasar un año y medio en la India, donde se hizo amiga de Indira Gandhi y la viuda del «humanista revolucionario» Manabendra Nath Roy, y conoció a un investigador que parece haber sido un agente o contacto de la CIA. Steinem fue contratada para dirigir el ISI y reclutar jóvenes estadounidenses informados que pudieran debatir eficazmente con los organizadores comunistas del festival, defendiendo a los Estados Unidos contra las críticas comunistas.

### Divulgaciones

#### Noticias plantadas
Ralph McGehee, un exoficial de la CIA, declaró que la CIA a menudo colocaba noticias de forma anónima en publicaciones noticiosas para difundir ideas falsas favorables a los objetivos de la CIA. Las historias que la CIA plantó pueden ser recogidas y difundidas por periódicos adicionales y otros terceros, en una forma ligeramente alterada, o incluso recogidas como noticias y luego reescritas por un periodista.
La propaganda así plantada por la CIA para moldear la opinión pública podría retroceder y contaminar los propios archivos de información de la CIA. Un ejemplo dado por McGehee basado en su propia experiencia es la fabricación de la CIA en 1965 de una historia sobre envíos de armas enviados por mar al Viet Cong en un esfuerzo de la CIA para «probar» el apoyo extranjero al Viet Cong. La CIA «tomó toneladas de armas de fabricación comunista de sus propios almacenes, las cargó en un barco costero vietnamita, fingió un tiroteo y luego llamó a reporteros occidentales … para 'probar' la ayuda de Vietnam del Norte al Viet Cong». La historia fue recogida por otras fuentes de noticias, tanto que los marines más tarde comenzaron a patrullar la costa para interceptar el contrabando denunciado del tipo «encontrado» anteriormente.

#### Financiamiento secreto de la CIA para «recortes»
En marzo de 1967, la revista Ramparts informó que la CIA había estado financiando la National Student Association a través de una serie de recortes de fundaciones. Las investigaciones periodísticas y de otro tipo resultantes llevaron al cese de la mayoría de las subvenciones de la CIA.
Después de leer las divulgaciones, Tom Braden escribió sobre haber visto:
Un papel amarillo arrugado y descolorido. Tenía la siguiente inscripción a lápiz: «Recibido de Warren G. Haskins, $ 15,000. (firmado) Norris A. Grambo». Porque yo era Warren G. Haskins. Norris A. Grambo era Irving Brown, de la Federación Estadounidense del Trabajo. Los $ 15,000 eran de las bóvedas de la CIA, y el trozo de papel amarillo es el último recuerdo que poseo de una vasta y secreta operación cuya muerte ha sido provocada por hombres mezquinos y resentidos.
Las relaciones con los trabajadores organizados posee antecedentes históricos en el predecesor directo de la CIA, la Office of Strategic Services (OSS, Oficina de Servicios Estratégicos), que tenía una rama laboral bajo Arthur Goldberg. Los grupos laborales europeos solían proporcionar a OSS voluntarios para penetrar en la Europa ocupada y, con el mayor peligro, en la Alemania nazi.
[Arthur] Goldberg, jefe de la División Laboral de la unidad clandestina de inteligencia de la OSS, posteriormente designado para la Corte Suprema de los Estados Unidos por el presidente John F. Kennedy, era conocido en ese momento por su defensa del Gremio de Periódicos de Chicago durante su huelga de 1938 contra la Hearst Corporation. Goldberg se unió a OSS/Londres en 1943 y convenció a sus colegas y al director de OSS, el general William J. Donovan, de la necesidad de establecer contacto con grupos laborales clandestinos en los países ocupados y del Eje. … Debido a que tales grupos ya eran fuerzas importantes de resistencia interna detrás de las líneas enemigas, constituían una fuente ya preparada de valiosa inteligencia militar y política.

## CIA y medios de comunicación
La Agencia Central de Inteligencia ha hecho uso de recursos de los medios de comunicación, tanto extranjeros como nacionales, para sus operaciones encubiertas. En 1973, el Washington Star-News informó que la CIA había reclutado a más de treinta estadounidenses que trabajaban en el extranjero como periodistas, citando una investigación interna de la CIA ordenada por el director de la CIA, William Colby.

### Investigaciones del Congreso
Se examinó una amplia gama de operaciones de la CIA en una serie de investigaciones del Congreso de los Estados Unidos de 1975 a 1976, incluidos los vínculos de la CIA con periodistas. La discusión más extensa de las relaciones de la CIA con los medios de comunicación de estas investigaciones se encuentra en el informe final del Comité Church, publicado en abril de 1976. El informe cubría los vínculos de la CIA con los medios de comunicación nacionales y extranjeros.
Para los medios de comunicación extranjeros, el informe concluyó que: 

The CIA currently maintains a network of several hundred foreign individuals around the world who provide intelligence for the CIA and at times attempt to influence opinion through the use of covert propaganda. These individuals provide the CIA with direct access to a large number of newspapers and periodicals, scores of press services and news agencies, radio and television stations, commercial book publishers, and other foreign media outlets.
Actualmente, la CIA mantiene una red de varios cientos de personas extranjeras en todo el mundo que brindan inteligencia a la CIA y, en ocasiones, intentan influir en la opinión mediante el uso de propaganda encubierta. Estas personas proporcionan a la CIA acceso directo a un gran número de periódicos y publicaciones periódicas, decenas de servicios de prensa y agencias de noticias, estaciones de radio y televisión, editoriales de libros comerciales y otros medios de comunicación extranjeros.

Para los medios nacionales, el informe dice:

Approximately 50 of the [Agency] assets are individual American journalists or employees of U.S. media organizations. Of these, fewer than half are "accredited" by U.S. media organizations ... The remaining individuals are non-accredited freelance contributors and media representatives abroad ... More than a dozen United States news organizations and commercial publishing houses formerly provided cover for CIA agents abroad. A few of these organizations were unaware that they provided this cover.
Aproximadamente 50 de los activos de la [Agencia] son periodistas estadounidenses individuales o empleados de organizaciones de medios estadounidenses. De estos, menos de la mitad están «acreditados» por organizaciones de medios estadounidenses … Las personas restantes son colaboradores independientes no acreditados y representantes de medios en el extranjero … Más de una docena de organizaciones de noticias y editoriales comerciales de los Estados Unidos anteriormente proporcionaron cobertura para agentes de la CIA agentes en el exterior. Algunas de estas organizaciones no sabían que proporcionaban esta cobertura.

### Respuesta de la CIA
El informe final del Comité Church declaró que antes de la finalización del informe, la CIA ya había comenzado a restringir su uso de periodistas. Según el informe, el exdirector de la CIA William Colby dijo al comité que en 1973 había emitido instrucciones de que «como política general, la Agencia no hará ningún uso clandestino de empleados de las publicaciones estadounidenses que tengan un impacto o influencia sustancial en la opinión público».
En febrero de 1976, el director de la CIA George H. W. Bush anunció una política aún más restrictiva: «con vigencia inmediata, la CIA no entablará ninguna relación pagada o contractual con ningún corresponsal de noticias a tiempo completo o parcial acreditado por ningún servicio de noticias, periódico o publicación periódica de los Estados Unidos, emisora o red de radio o televisión».
Para cuando se completó el informe del Comité Church, decía el informe, se habían eliminado todos los contactos de la CIA con periodistas acreditados. Sin embargo, el Comité tomó nota de que «corresponsal acreditado» significaba que la prohibición se limitaba a las personas «oficialmente autorizadas por contrato o emisión de credenciales de prensa para representarse a sí mismos como corresponsales» y que los trabajadores no contratados que no recibían credenciales de prensa, como los corresponsales o autónomos, no se incluyeron.

### Otras coberturas
El periodista Carl Bernstein, escribiendo en un artículo de octubre de 1977 en la revista Rolling Stone, dijo que el informe del Comité Church cubría las relaciones de la CIA con los medios de comunicación, y nombró a varios periodistas y organizaciones que los oficiales de la CIA que entrevistó dijeron que trabajaban con la CIA.

## Influencia en la opinión pública en el exterior
La CIA instó a sus estaciones de campo a utilizar sus «recursos de propaganda» para refutar a aquellos que no estaban de acuerdo con el informe de la Comisión Warren. Un despacho de abril de 1967 desde la sede de la CIA decía: «Las teorías de la conspiración han arrojado sospechas con frecuencia sobre nuestra organización, por ejemplo, alegando falsamente que Lee Harvey Oswald trabajaba para nosotros. El objetivo de este despacho es proporcionar material para contrarrestar y desacreditar las afirmaciones de la teóricos de la conspiración, para inhibir la circulación de tales afirmaciones en otros países». La Agencia instruyó a sus estaciones en todo el mundo a «discutir el problema de la publicidad con enlaces y contactos amistosos de élite, especialmente políticos y editores» y «emplear recursos de propaganda para responder y refutar los ataques de los críticos. Las reseñas de libros y los artículos de fondo son particularmente apropiados para este propósito».

## Trabajo con la industria del entretenimiento
A mediados de la década de 1990, la CIA nombró a Chase Brandon, un oficial de operaciones asignado a América del Sur, como enlace con Hollywood. Los créditos cinematográficos de Brandon incluyen The Recruit, The Sum of All Fears, Enemigo público y Bad Company. Ha sido consultor de programas de televisión como The Agency y Alias. Ha aparecido en Discovery Channel, The Learning Channel, History Channel, PBS, A&E y ha sido entrevistado en E! Entertainment, Access Hollywood y Entertainment Tonight.
El periodista de The Guardian, John Patterson, criticó la asistencia de la CIA por ser solo para producciones halagadoras, y que incluyera impedir que ciertos materiales se publicaran, como «el episodio piloto original de The Agency, que fue retirado. Presentaba a los espías que impedían un complot de una célula terrorista respaldado por Bin Laden para hacer estallar un Harrods ficticio. La transmisión de tal episodio podría haber señalado la correspondiente falta de éxito de la CIA en frustrar los ataques al World Trade Center».
Según Brandon, la agencia no respaldó Spy Game. La reescritura final «mostró a nuestra alta gerencia bajo una luz insensible y simplemente no querríamos ser parte de ese tipo de proyecto», dijo Brandon, quien también retuvo la aprobación de 24, una serie de Fox sobre una agencia de inteligencia ficticia, CTU, ya que «sugiere que no todo está bien en los escalones superiores de la empresa», y The Bourne Identity, basada en la novela de 1984 de Robert Ludlum, era «tan espantosa que la tiré a la basura después de la página 25».
Patterson observó:
Solía ser el caso de que si una película condenaba explícitamente las acciones de la CIA, como Under Fire, se podía contar con que los estudios la enterraran. Eso ya no era cierto después de que Desaparecido, de Costa-Gavras, le valiera a Jack Lemmon un Óscar en 1982, e Irán-Contra engañara a la CIA a fines de la década de 1980. Desde entonces, «renegado de la CIA» se ha convertido en un elemento básico confiable no solo de películas de gran presupuesto como Enemigo público, sino también de un millón de películas de acción que van directo al cable protagonizadas por Chuck Norris o Steven Seagal.
Según el director de The Recruit, Roger Donaldson, cuando la agencia se compromete a brindar su apoyo a un proyecto, eso puede incluir dejar que un fotógrafo tome fotografías para ayudar en el diseño de decorados o, en ciertos casos, que los actores pasen tiempo en el edificio. Al visitar Langley, dice el director, llegó a «comprender cómo funcionaba y se veía el espacio. Necesitaba una idea real de cómo se sentiría una persona nueva cuando viera el lugar por primera vez».
En 2012, Tricia Jenkins publicó un libro, The CIA in Hollywood: How the Agency Shapes Film and Television («La CIA en Hollywood: Cómo la agencia da forma al cine y la televisión»), que documentó aún más los esfuerzos de la CIA para manipular su imagen pública a través de los medios de entretenimiento desde la década de 1990. El libro explica que la CIA ha utilizado las películas para impulsar el reclutamiento, mitigar los desastres de asuntos públicos (como Aldrich Ames), reforzar su propia imagen e incluso intimidar a los terroristas mediante campañas de desinformación.